# 九鬼良隆
九鬼 良隆（くき よしたか）は、江戸時代前期の志摩国鳥羽藩の世嗣。官位は従五位下・志摩守。

## 略歴
初代藩主・九鬼守隆の長男として誕生。母は天翁院橘宗忠の娘。正室は本多政武の娘。
鳥羽藩嫡子として生まれ、慶長19年（1614年）徳川秀忠に拝謁する。元和6年（1620年）叙任するが、寛永9年（1632年）に病弱のため、家督を継ぐことなく廃嫡された。同年、父・守隆が死去し家督相続を巡って、三弟・隆季と末弟・久隆の争いとなる。結局、家督は久隆が継ぐことになるも、所領を摂津国に移封されてしまう。また、隆季にも所領が与えられ、九鬼家分家として存続することとなった。
良隆自身は廃嫡後の寛永11年（1634年）、30歳で没した。